# Carl Junius Optatus Steenberg
Carl Junius Optatus Steenberg (* 4. Juni 1812 in Hyllested; † 20. Juni 1872 in Sanderum) war ein dänischer Missionar und Hochschulleiter.

## Leben

### Karriere
Carl Junius Optatus Steenberg war der Sohn des Pastors Jacob Steenberg (1783–1875) und dessen Frau Cathrine Marie Svanekiær (1787–1858). Seine Mutter war eine Urenkelin des Bischofs Christoffer Mumme (1676–1737).
Er schloss 1831 die Schule in Aarhus ab und begann 1835 ein Theologiestudium am Grönländischen Seminar in Kopenhagen, das er am 2. Mai 1839 abschloss. Am 24. Januar 1840 wurde er zum Missionar von Sisimiut in Grönland ernannt und dort am 4. März ordiniert. 1844 kehrte er nach Europa zurück, aber als 1845 Grønlands Seminarium eröffnet wurde, wurde Steenberg zum ersten Leiter ernannt. Von 1848 bis 1849 war er in Dänemark, wo er am 14. April 1849 Emma Octavia Janssen (1829–1900) heiratete. Sie war eine Schwester des Missionars Carl Emil Janssen (1813–1884), der Steenberg während seines Dänemarkaufenthalts als Seminariumsleiter vertrat. 1849 gab er ein grönländisches Lesebuch, eine Grammatik und eine grönländische Übersetzung von Luthers Kleinem Katechismus heraus.
1853 wurde er von seinem Schwager als Leiter abgelöst und kehrte nach Dänemark zurück. 1854 wurde er zum Pastor im Gudum Sogn und Fabjerg Sogn in der heutigen Lemvig Kommune ernannt. 1869 wechselte er ins Sanderum Sogn bei Odense. Dort starb er verarmt drei Jahre darauf kurz nach seinem 60. Geburtstag, drei Jahre vor seinem Vater.

### Nachkommen
Aus seiner Ehe gingen zwölf Kinder hervor:
- Thomas Joachim Lütken Steenberg (1849–1931), Bauer, verh. mit Caroline Hansen Møller (1851–1903), wanderte nach Amerika aus
- Jacob Catharus Severin Christian Steenberg (1851–1936), Förster, verh. mit Anna Mathilde Schrøder (1855–1928)
- Carl Optatus Chrysostomus Steenberg (1853–1933), Hofbesitzer, verh. mit Jeannette Schou (1860–?)
- Emma Sakuntala Steenberg (1855–1920), verh. mit Jens Peter Petersen, Leutnant, Müller und Stadtrat (1852–1934)
- Karen Marie Louise Steenberg (1857–1942), verh. mit Julius Johan Elias Nærum, Arzt (1856–1926), dann mit Christian Daniel Danielsen, Oberanwalt (1842–1921)
- Augusta Thora Emilie Steenberg (1858–?), verh. mit Otto Frederik Emil Lassen, Architekt (1846–1930)
- Betzy Steenberg (1859–1952), verh. mit Andreas Jacob Carl Adolph Thejll, Architekt (1853–1908)
- Richard Steenberg (1861–1864)
- Lovise Amalie Steenberg (1863–1940), verh. mit Peter August Busck, Obermaschinenmeister (1860–1929)
- Ludvig Conrad Michael Steenberg (1864–?), verh. mit Mabel Cecilia Cady/Coda (1880–1941), wanderte nach Amerika aus
- Ely Sophus Steenberg (1865–1939), Bahnhofsvorsteher, verh. mit Petrine Axelea Petersen (1866–1929)
- Adelaide Duodecima Fenella Steenberg (*/† 1866)